# Vidakovići Vrela
Vidakovići Vrela (cyr. Видаковићи Врела) – wieś w Bośni i Hercegowinie, w Republice Serbskiej, w gminie Šekovići. W 2013 roku liczyła 80 mieszkańców.